# Придатки яєчника
Прида́тки яє́чника — парні утвори в жіночій репродуктивній системі (над'ячник і прияєчник), розташовані між матковою трубою і яєчником, що складаються з мережі поперечних канальців і поздовжнього придатка протоки. Рудиментарні за походженням, вони є залишками мезонефральних канальців і Вольфового каналу.

## Опис
Розташовані між листками брижі маткової труби між яєчником і кінцем труби.

### Над'яєчник
Над'яєчниковий придаток чи орган Розенмюллера (лат. epoophoron/epoöphoron, множина epoophora/epoöphora, також parovarium) — придаток, розташований між яєчником і матковою трубою. Може містити 10–15 поперечних канальців, що впадають у Гартнерову протоку (поздовжню протоку над'яєчника). Остання являє собою залишок каудального кінця мезонефральної протоки і проходить через широку зв'язку матки, у деяких випадках — і через бічні стінки шийки матки і вагіни. Гомологом над'яєчника у чоловіків є придаток яєчка.

### Прияєчник
Навколояєчниковий придаток (paroophoron) — являє собою вузлик невеликих розмірів жовтуватого кольору, який також залягає в брижі маткової труби, біля трубного кінця яєчника. Везикулярні придатки (appendices vesiculosae), або стебельчаті гідатиди, мають вигляд пухирців (можуть бути в нормі відсутні), підвішених на довгих ніжках, наповнених прозорою рідиною.
Також є залишком мезонефральної протоки, чоловічим гомологом є придаток привіска яєчка (жиральдів орган).